# گشت‌زنی (فیلم)
گشت‌زنی (به انگلیسی: Cruising) فیلمی است محصول سال ۱۹۸۰ و به کارگردانی ویلیام فریدکین است. در این فیلم بازیگرانی همچون آل پاچینو، پل سوروینو، کارن آلن، ریچارد کاکس، دن اسکاردینو، جو اسپینل، جی آکووونه، اد اونیل، جیمز رمار، ویلیام راس، مایک استار و پاورز بوث ایفای نقش کرده‌اند.

## داستان
در شهر نیویورک در یک تابستان گرم، اجساد مردان در رودخانه هادسون خودنمایی می‌کند. 
پلیس گمان می‌کند که این کار یک قاتل زنجیره‌ای است که مردان همجنس‌گرا را در بارهای روستای غربی مانند ایگلز نِست، رامرود و کاک پیت جمع‌آوری کرده و سپس آنها را به خانه‌ یا متل‌های ارزان قیمت می‌برد و آنها را بسته و با ضربات چاقو  را به قتل می‌رساند .افسر استیو برن (با بازی آل پاچینو) ، که چهره ای شمایل قربانیان دارد ، توسط کاپیتان ادلسون مخفیانه به دنیای شهری گی ها و بار چرمی ها در منطقه Meatpacking فرستاده می شود تا قاتل را ردیابی کند. برنز در ابتدا تمایلی به پذیرش این وظیفه ندارد، اما جاه طلب است و یک پرونده پرمخاطب را راهی برای پیشرفت در حرفه خود می بیند. او آپارتمانی را در این منطقه اجاره می‌کند و با همسایه‌ای به نام تد بیلی دوست می‌شود که یک نمایشنامه‌نویس هم‌جنس‌گراست. کار مخفیانه برنز به رابطه او با دوست دخترش، نانسی آسیب وارد می کند، زیرا نمی تواند جزئیات مأموریت فعلی خود و دوستی در حال توسعه اش با تد را برای او توضیح دهد...